# أرتو ليندسي
أرتو ليندسي (بالإنجليزية: Arto Lindsay)‏ هو منتج أسطوانات وعازف قيثارة وملحن ومغني أمريكي، ولد في 28 مايو 1953 في ريتشموند في الولايات المتحدة.

## وصلات خارجية
- الموقع الرسمي
- أرتو ليندسي على موقع IMDb (الإنجليزية)
- أرتو ليندسي على موقع ألو سيني (الفرنسية)
- أرتو ليندسي على موقع ميوزك برينز (الإنجليزية)
- أرتو ليندسي على موقع أول موفي (الإنجليزية)
- أرتو ليندسي على موقع إن إن دي بي (الإنجليزية)
- أرتو ليندسي على موقع أول ميوزيك (الإنجليزية)
- أرتو ليندسي على موقع ديسكوغز (الإنجليزية)
- أرتو ليندسي على موقع قاعدة بيانات الفيلم (الإنجليزية)
- أرتو ليندسي على موقع كينوبويسك (الروسية)